# 2016年夏季奧林匹克運動會排球比賽
2016年夏季奧林匹克運動會排球比賽於2016年8月6日至21日在巴西里約熱內盧舉行。室內排球於馬拉卡納齊諾體育館舉行，沙灘排球於科帕卡瓦納沙灘舉行。

## 资格赛

### 男子
| 资格赛                 | 日期                 | 地点                  | 名额 | 晋级队伍 |
| ---------------------- | -------------------- | --------------------- | ---- | -------- |
| 主办国                 |                      | 丹麦 哥本哈根         | 1    | 巴西     |
| 2015年世界盃男子排球赛 | 2015年9月8日至23日   | 日本                  | 2    | 美国     |
| 2015年世界盃男子排球赛 | 2015年9月8日至23日   | 日本                  | 2    | 義大利   |
| 南美洲资格赛           | 2015年10月9—11日     | 委內瑞拉 麦克提亚     | 1    | 阿根廷   |
| 欧洲资格赛             | 2016年1月5日至10日   | 德国 柏林             | 1    | 俄羅斯   |
| 北美洲资格赛           | 2016年1月8日至10日   | 加拿大 埃德蒙顿       | 1    | 古巴     |
| 非洲资格赛             | 2016年1月7日至12日   | 刚果共和国 布拉柴维尔 | 1    | 埃及     |
| 亚洲区资格赛           | 2016年5月28日—6月5日 | 日本 东京             | 1    | 伊朗     |
| 第一世界資格賽         | 2016年5月28日—6月5日 | 日本 东京             | 3    | 波蘭     |
| 第一世界資格賽         | 2016年5月28日—6月5日 | 日本 东京             | 3    | 法國     |
| 第一世界資格賽         | 2016年5月28日—6月5日 | 日本 东京             | 3    | 加拿大   |
| 第二世界資格賽         | 2016年6月3日至5日    | 墨西哥 墨西哥城       | 1    | 墨西哥   |
| 共计                   | 共计                 | 共计                  | 12   |          |

### 女子
| 资格赛                 | 日期                 | 地点                       | 名额 | 队伍     |
| ---------------------- | -------------------- | -------------------------- | ---- | -------- |
| 主办国                 |                      | 丹麦 哥本哈根              | 1    | 巴西     |
| 2015年世界杯女子排球赛 | 2015年8月22日—9月6日 | 日本                       | 2    | 中國     |
| 2015年世界杯女子排球赛 | 2015年8月22日—9月6日 | 日本                       | 2    | 塞爾維亞 |
| 欧洲资格赛             | 2016年1月4—9日       | 土耳其 安卡拉              | 1    | 俄羅斯   |
| 南美洲资格赛           | 2016年1月4—10日      | 阿根廷 圣卡洛斯-德巴里洛切 | 1    | 阿根廷   |
| 北美洲资格赛           | 2016年1月7—9日       | 美国 林肯                  | 1    | 美国     |
| 非洲资格赛             | 2016年2月12—19日     | 喀麦隆 雅温得              | 1    | 喀麦隆   |
| 亚洲资格赛             | 2016年5月14—22日     | 日本 东京                  | 1    | 日本     |
| 奧運會落選賽第一賽區   | 2016年5月14—22日     | 日本 东京                  | 3    | 荷蘭     |
| 奧運會落選賽第一賽區   | 2016年5月14—22日     | 日本 东京                  | 3    | 義大利   |
| 奧運會落選賽第一賽區   | 2016年5月14—22日     | 日本 东京                  | 3    |          |
| 奧運會落選賽第二賽區   | 2016年5月20—22日     | 波多黎各 圣胡安            | 1    | 波多黎各 |
| 共计                   | 共计                 | 共计                       | 12   |          |

### 沙滩排球
男子和女子沙滩排球比赛将各有24对选手参加，其中男女至少各有两组来自东道主巴西：一对为东道主预留名额，另一对以2015年6月27日—7月5日在荷兰举办的世界沙滩排球锦标赛的优胜者的身份晋级决赛圈。
男女各15组参赛选手根据国际排球联合会（FIVB）的排名确定，但每个国家不超过两组，参考2015年1月1日—2016年6月12日的循环赛成绩。另有七个国家将获得外卡，其中五组选手为五大洲杯赛的优胜者，其余两个为2016年7月4—10日世界杯赛的优胜者。

## 獎牌榜
注
  *   主办国（巴西）
| 排名 | 国家／地区      | 金牌 | 银牌 | 铜牌 | 總數 |
| ---- | --------------- | ---- | ---- | ---- | ---- |
| 1    | 巴西（BRA）*    | 2    | 1    | 0    | 3    |
| 2    | 中国（CHN）     | 1    | 0    | 0    | 1    |
| 2    | 德国（GER）     | 1    | 0    | 0    | 1    |
| 3    | 意大利（ITA）   | 0    | 2    | 0    | 2    |
| 4    | 塞尔维亚（SRB） | 0    | 1    | 0    | 1    |
| 5    | 美国（USA）     | 0    | 0    | 3    | 3    |
| 6    | 荷兰（NED）     | 0    | 0    | 1    | 1    |
| 總計 | 總計            | 4    | 4    | 4    | 12   |

## 獎牌得主
| 項目              | 金牌 | 银牌 | 铜牌 |  |  |  |
| 男子室內 （詳細） | 巴西（BRA） · 布魯諾·雷森德 · 埃德爾·卡波內拉 · 華萊士·德·索薩 · 威廉·阿爾喬納 · 塞爾吉奧·桑托斯 · 路易斯·方特雷斯 · Maurício Souza · 道格拉斯·索薩 · 盧卡斯·斯特坎普 · 埃萬德羅·蓋哈 · 里卡多·盧卡雷利·蘇沙 · Maurício Silva | 意大利（ITA） · 达尼埃莱·索蒂莱 · 盧卡·維托里 · 奧斯馬尼·胡安托雷納 · 西蒙尼·吉亞內利 · 萨尔瓦托雷·罗西尼 · 伊萬·扎伊采夫 · 菲利波·蘭扎 · 西蒙尼·布提 · 馬西莫·科拉奇 · 馬特奧·皮亞諾 · 埃馬努埃萊·比拉雷利 · 奧列格·安東諾夫               | 美国（USA） · 馬特·安德森 · 阿隆·羅素 · 泰勒·桑德 · 大衛·李 · 卡維卡·庄司 · 威廉·普里迪 · 墨菲·特洛伊 · 托馬斯·耶施克 · 米卡·克里斯滕森 · 馬克斯維爾·霍爾特 · 大衛·史密斯 · 埃瑞克·庄司          |  |  |  |
| 女子室內 （詳細） | 中国（CHN） · 丁霞 · 龚翔宇 · 惠若琪 · 林莉 · 刘晓彤 · 魏秋月 · 徐雲麗 · 颜妮 · 杨方旭 · 袁心玥 · 張常寧 · 朱婷 | 塞尔维亚（SRB） · 蒂雅娜·寶斯高域 · 约瓦娜·布拉科切维奇 · 碧安卡·布莎 · 蒂亚娜·马莱舍维奇 · 布蘭克莎·米赫露域 · 耶莱娜·尼科利奇 · 瑪雅·奧珍洛域 · 希维娅·波波维奇 · 米蘭娜·拉錫 · 喬凡娜·史提凡洛域 · 史蒂凡娜·維祖高域 · 博亚娜·日夫科维奇 | 美国（USA） · 瑞秋·亞當斯 · 弗魯克·艾姬拉迪禾 · 凱拉·班瓦瑟 · 阿莉莎·格拉斯 · Christa Harmotto · 金伯利·希爾 · 喬丹·拉爾森 · 卡莉·洛伊 · 卡丝塔·洛维 · 凱莉·梅菲 · 凱爾西·羅賓遜 · 考特妮·汤普森 |  |  |  |
|                   | | | |  |  |  |
| 男子沙灘 （詳細） | 巴西（BRA） · 艾利森·切魯蒂 · 布魯諾·施密特 | 意大利（ITA） · 达尼埃莱·卢波 · 保罗·尼古拉 | 荷兰（NED） · 亞歷山大·布勞威爾 · 羅伯特·米尤森 |  |  |  |
| 女子沙灘 （詳細） | 德国（GER） · 劳拉·路德维希 · 基拉·瓦尔肯霍斯特 | 巴西（BRA） · Ágatha Bednarczuk · Bárbara Seixas | 美国（USA） · 克麗·沃爾什 · 阿普丽尔·罗斯 |  |  |  |